# Jesse Mashburn
Jesse Mashburn (Estados Unidos, 14 de febrero de 1933) fue un atleta estadounidense, especializado en la prueba de 4x400 m en la que llegó a ser campeón olímpico en 1956.

## Carrera deportiva
En los JJ. OO. de Melbourne 1956 ganó la medalla de oro en los relevos 4x400 metros, con un tiempo de 3:04.8 segundos, llegando a meta por delante de Australia (plata) y Reino Unido (bronce), siendo sus compañeros de equipo: Charles Jenkins, Lou Jones y Tom Courtney.